# Resolutie 1915 Veiligheidsraad Verenigde Naties
Resolutie 1915 van de Veiligheidsraad van de Verenigde Naties werd unaniem door de VN-Veiligheidsraad aangenomen op 18 maart 2010 en stond een tijdelijke verhoging van het aantal ad litem-rechters bij het Joegoslavië-tribunaal toe.

## Achtergrond
In 1980 overleed de Joegoslavische leider Tito, die decennialang de bindende kracht was geweest tussen de zes deelstaten van het land. Na zijn dood kende het nationalisme een sterke opmars en in 1991 verklaarde Bosnië en Herzegovina zich onafhankelijk. De Servische minderheid in het land kwam hiertegen in opstand en begon een burgeroorlog, waarbij ze probeerden de Bosnische volkeren te scheiden. Tijdens die oorlog vonden massamoorden plaats waarbij tienduizenden mensen omkwamen. In 1993 werd het Joegoslavië-tribunaal opgericht, dat de oorlogsmisdaden die hadden plaatsgevonden moest berechten.

## Inhoud

### Waarnemingen
Met resolutie 1900 was eind 2009 toegestaan dat er niettegenstaande de statuten dertien in plaats van twaalf ad litem-rechters mochten dienen bij het Joegoslavië-tribunaal, en dat tot 31 maart 2010.
Door onvoorziene omstandigheden zou het vonnis in de zaak-Popović nu nog langer op zich laten wachten. Daardoor was geadviseerd opnieuw tijdelijk meer dan twaalf ad litem-rechters toe te staan.

### Handelingen
De Veiligheidsraad besloot aldus opnieuw toe te staan dat er meer dan twaalf ad litem-rechters dienden bij het Tribunaal, en dat tot 30 juni 2010.

## Verwante resoluties
- Resolutie 1895 Veiligheidsraad Verenigde Naties (2009)
- Resolutie 1900 Veiligheidsraad Verenigde Naties (2009)
- Resolutie 1931 Veiligheidsraad Verenigde Naties
- Resolutie 1948 Veiligheidsraad Verenigde Naties

Lijst ·  1908 ·  1909 ·  1910 ·  1911 ·  1912 ·  1913 ·  1914 ·  1915 ·  1916 ·  1917 ·  1918 ·  1919 ·  1920 ·  1921 ·  1922 ·  1923 ·  1924 ·  1925 ·  1926 ·  1927 ·  1928 ·  1929 ·  1930 ·  1931 ·  1932 ·  1933 ·  1934 ·  1935 ·  1936 ·  1937 ·  1938 ·  1939 ·  1940 ·  1941 ·  1942 ·  1943 ·  1944 ·  1945 ·  1946 ·  1947 ·  1948 ·  1949 ·  1950 ·  1951 ·  1952 ·  1953 ·  1954 ·  1955 ·  1956 ·  1957 ·  1958 ·  1959 ·  1960 ·  1961 ·  1962 ·  1963 ·  1964 ·  1965 ·  1966